# 黑八论
黑八论是1950年代中期至文化大革命开始后中华人民共和国遭到批判的八个文艺及社会科学领域的理论。由于这八个理论后来在《林彪同志委托江青同志召开的部队文艺工作座谈会纪要》中被点名批判，所以被合称为“黑八论”。

## “写真实”论
“写真实”是斯大林首先提倡，后由胡风在1955年1月30日《文艺报》第1、2期合刊附册发表的《关于解放以来的文艺实践的报告》中首次引入中国的概念。胡风反革命集团案发生后，1956年中共中央提出“百花齐放、百家争鸣”方针，文学理论家及作家们又纷纷打出写真实的旗号，以抵制政治对文学界的控制。1957年10月，《文艺报》、《文艺学习》连续发表文章，压制“写真实”。在第三次文代会的报告中，周扬继续对“写真实”进行批判，将“写真实”划入修正主义。1962年，邵荃麟提出“现实主义的深化”，又一次给“写真实”正名。但“现实主义的深化”随即遭到周扬等人的批判，“写真实”也再次挨批。

## “现实主义——广阔的道路”论
1956年，作家秦兆阳以“何直”为名发表《现实主义——广阔的道路》一文，论述社会主义现实主义创作方法问题。该文发表后，收到文学界的强烈反响。1958年，在反右补课运动后期，秦兆阳被中共中国作家协会党组打成“修正主义”分子，党组书记刘白羽、《文艺报》的张光年发表文章批判秦兆阳。秦兆阳被开除中共党籍，划为右派。

## “现实主义的深化”论
1962年，中国作家协会副主席、党组书记邵荃麟在大连会议上针对反现实主义的文艺风气，提出“从‘左’的方面来看则是否认这个(内部)矛盾。粉饰现实，回避矛盾，走向无冲突论。回避矛盾，不可能是现实主义。”他的观点后来被作为“现实主义的深化”论进行批判。

## 反“题材决定”论
1961年，《文艺报》发表《题材问题》专论，声称要“彻底破除”题材问题上的“清规戒律”，“必须用一切办法广开文路”。不久，陆定一、周扬将《题材问题》专论中的观点写入“文艺十条”。二人于1966年遭到批判后，其罪名之一为提出反“题材决定”论。

## “中间人物”论
1962年，中国作家协会副主席、党组书记邵荃麟在大连会议上两次提到了写“中间状态人物”。后来这被中宣部副部长兼文化部副部长林默涵认为是重大问题，在得到中宣部副部长周扬同意后，对邵荃麟展开批判，称其鼓吹“中间人物论”，并于1965年撤销了其党组书记职务。

## 反“火药味”论
1959年，田汉在中国人民解放军第二届文艺会演的一次会议上说：外国人“看到我们机关枪、大炮响，他就害怕”，“不要专门搞大炮这个东西”，“这涉及到我们的方向问题”。田汉还曾说：“戏里要打炮”，“这是我们话剧走的魔道”。后来，田汉的这些言论以及夏衍等人的言论被归纳为所谓反“火药味”论，遭到批判。

## “时代精神汇合”论
1962年，周谷城在《新建设》上发表《艺术创作的历史地位》一文，提出了“时代精神观”。这引起了哲学、美学、艺术理论界的讨论。姚文元于1963年及1964年先后发表文章，驳斥周谷城的所谓“时代精神汇合论”。周谷城也进行了反驳。但批判周谷城的文章越来越多，形成声势，“时代精神汇合论”被视为“反科学、反马克思主义”。

## “离经叛道”论
1959年，夏衍提出“我们现在的影片是老一套的‘革命经’、‘战争道’。离开了这一‘经’一‘道’，就没有东西。这样是搞不出新品种来的。我今天的发言，就是离经叛道之言。”1961年，夏衍写文章鼓励电影创新。此后，夏衍因为所谓“离经叛道”论而遭到批判。